# U-Boot (Bier)

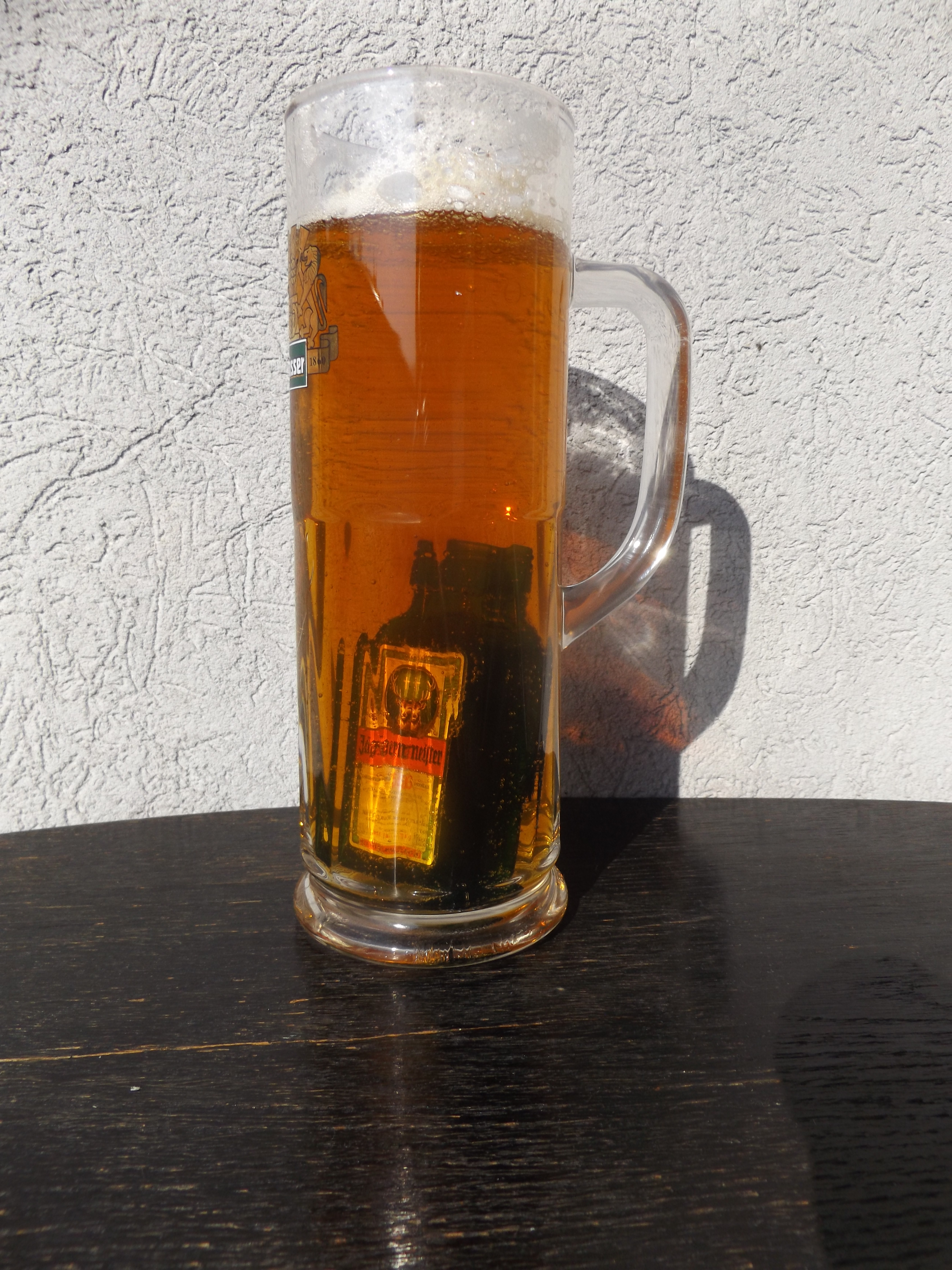
Jägermeister „Schuss“ in ein Bierkrügerl eingetaucht

Als U-Boot wird eine Servierform von Bier mit einer Spirituose bezeichnet. Eine Variante mit Fanta und einem Shot Vodka ist auch beliebt. 
Im Gegensatz zum U-Boot wird beim Atom-U-Boot das Glas mit der Spirituose gefüllt und ein Shot Fanta oder Bier versenkt.

## Zubereitung
Bei der Zubereitung des U-Boots füllt man ein Bierglas mit Bier und lässt ein kleineres Glas mit einer Spirituose so hineingleiten, dass sich beide Flüssigkeiten nicht vermischen. Übliche Spirituosen sind Wodka, Gin, Kornbrand, Kräuterlikör wie Jägermeister, Fruchtlikör oder Tequila.
Andere Kombinationen aus Bier mit Spirituosen sind bekannt als Herrengedeck und Lüttje Lage.

## Belege
1. ↑  U-Boot – ein Drink für Männer! Abgerufen am 22. Dezember 2024.
2. ↑  U-Boot auf kochbar.de; abgerufen am 15. August 2019.